# Wagon Team
Wagon Team è un film del 1952 diretto da George Archainbaud.
È un western statunitense a sfondo musicale con Gene Autry, Gail Davis e Dickie Jones.

## Produzione
Il film, diretto e sceneggiato da Gerald Geraghty, fu prodotto da Armand Schaefer per la Gene Autry Productions e girato nell'Iverson Ranch a Chatsworth, Los Angeles, California, nella seconda metà di aprile delle 1952.

## Distribuzione
Il film fu distribuito negli Stati Uniti nel settembre del 1952 al cinema dalla Columbia Pictures.

## Promozione
Le tagline sono:
- GENE'S IN A SHOWDOWN WITH THE WEST'S SHARPEST SHOOTERS! He and Champ show bordertown boss the way out of town -- and a teen-age bandit the way off that crooked trail!
- Powerful autry action with a new two-fisted twist!